# Thực tập (y học)
Thực tập (tiếng Anh: Fellowship) là khoảng thời gian đào tạo y khoa tại Hoa Kỳ và Canada mà một bác sĩ và nha sĩ có thể đảm nhận sau khi hoàn tất một chương trình đào tạo chuyên khoa (nội trú). Trong thời gian này (thường hơn 1 năm), bác sĩ được coi là một học viên. Học viên có khả năng hành nghề hoặc chăm sóc giống như một bác sĩ chính hoặc chuyên gia tư vấn thực thụ trong lĩnh vực hoạt động mà họ được đào tạo, chẳng hạn như nội khoa và nhi khoa. Sau khi hoàn thành thời gian thực tập trong ngành phụ khoa thích hợp, bác sĩ được phép thực hành mà không có sự giám sát trực tiếp của các bác sĩ khác trong phụ khoa đó, chẳng hạn như khoa tim mạch và ung thư học.

## Hoa Kỳ
Tại Hoa Kỳ, phần lớn việc thực tập được công nhận bởi "Hội đồng Ủy nhiệm về Cấp bằng Giáo dục Y khoa" (tiếng Anh: Accreditation Council for Graduate Medical Education, viết tắt là "ACGME"). Tuy nhiên cũng có một vài chương trình không được thừa nhận, và sự đón nhận thực sự quan trọng đến từ chứng nhận chuyên khoa chính trở thành bác sĩ, và chất lượng thực tập thường dựa nhiều hơn vào năng suất nghiên cứu.

### Phẫu thuật tổng quát
- Phẫu thuật tổng quát về ung thư học phức tạp
- Phẫu thuật tay
- Phẫu thuật nhi khoa
- Phẫu thuật Chăm sóc Đặc biệt
- Phẫu thuật mạch máu
- Phẫu thuật trực tràng và đại tràng
- Phẫu thuật ghép bụng

Nguồn: